# Orphanet
 (mars 2024).
Orphanet est un portail et serveur d'informations (en libre accès pour tous publics) dédié aux maladies rares et aux médicaments orphelins.

## Historique
Orphanet a été créé en France par la docteure Segolène Aymé, au sein de l’INSERM (Institut national de la santé et de la recherche médicale) en 1996 (par la fusion des deux bases de données existantes, d'abord en français uniquement). 
Lorsque Internet s'est développé, il est devenu possible de partager ces ressources avec l'ensemble de la communauté. Une version en anglais est née en 2001 grâce à une subvention européenne. 
En 2018, les renseignements y sont en sept langues, ainsi que sur orphadata.com sous forme de fichiers téléchargeables. Les communautés médicales et scientifiques ont alors pu de manière collaborative et pluridisciplinaire contribuer à sans cesse compléter la base, qui est rapidement devenu la référence internationale dans son domaine.
L'objectif premier d'Orphanet était de faciliter le diagnostic des maladies génétiques rares grâce à une base de données regroupant toutes les maladies génétiques et syndromes de malformations congénitales déjà décrits par la littérature scientifique et médicale. Il s'est élargi, visant à concourir à l'amélioration de la prise en charge et du traitement des maladies rares, qu'elles soient d'origine génétique, auto-immune ou infectieuse, qu'il s'agisse de cancers rares ou de maladies sans diagnostic précis.

## Services
Orphanet en 2024 propose divers services :
- Inventaire, classification, annotations phénotypiques, conséquences fonctionnelles et encyclopédie des maladies rares (avec « numéro ORPHA » de la nomenclature, et gènes liés) ;
- Inventaire des médicaments orphelins, notamment disponible sur la plateforme Orphadata qui met à disposition de la communauté scientifique des jeux de données dans un format informatisé et réutilisable ;
- Répertoire des associations et services aux patients ;
- Répertoire des professionnels et institutions ;
- Répertoire des centres-experts ;
- Répertoire des laboratoires médicaux proposant des tests diagnostiques ;
- Répertoire des projets de recherche en cours, essais cliniques, registres et biobanques ;
- Collection de rapports thématiques : les Cahiers d'Orphanet (et une lettre d'information électronique bimensuelle gratuite : OrphaNews) ;
- une « Ontologie Orphanet des maladies rares » (« ORDO » ; corpus de vocabulaire structuré sur les maladies rares, réutilisable dans le cadre d'analyses informatiques).